# Cortinarius periclymenus
Cortinarius periclymenus är en svampart som beskrevs av Soop 2001. Cortinarius periclymenus ingår i släktet Cortinarius och familjen spindlingar.   Inga underarter finns listade i Catalogue of Life.